# HD244020
HD244020 є хімічно пекулярною зорею спектрального класу
A7 й має видиму зоряну величину в смузі V приблизно 10,6.